# 里卡德·米尔顿
里卡德·米尔顿（瑞典語：Rikard Milton，1965年6月22日—），瑞典男子游泳运动员。他曾代表瑞典参加1984年和1988年夏季奥林匹克运动会游泳比赛，其中1984年奥运会获得一枚铜牌。